# Kostel svatého Šimona a Judy (Plazy)
Římskokatolický farní kostel svatého Šimona a Judy v Plazích je barokní sakrální stavba stojící na vyvýšenině na návsi obce na místě bývalého zrušeného hřbitova. Od roku 1967 je kostel chráněn jako kulturní památka.

## Historie

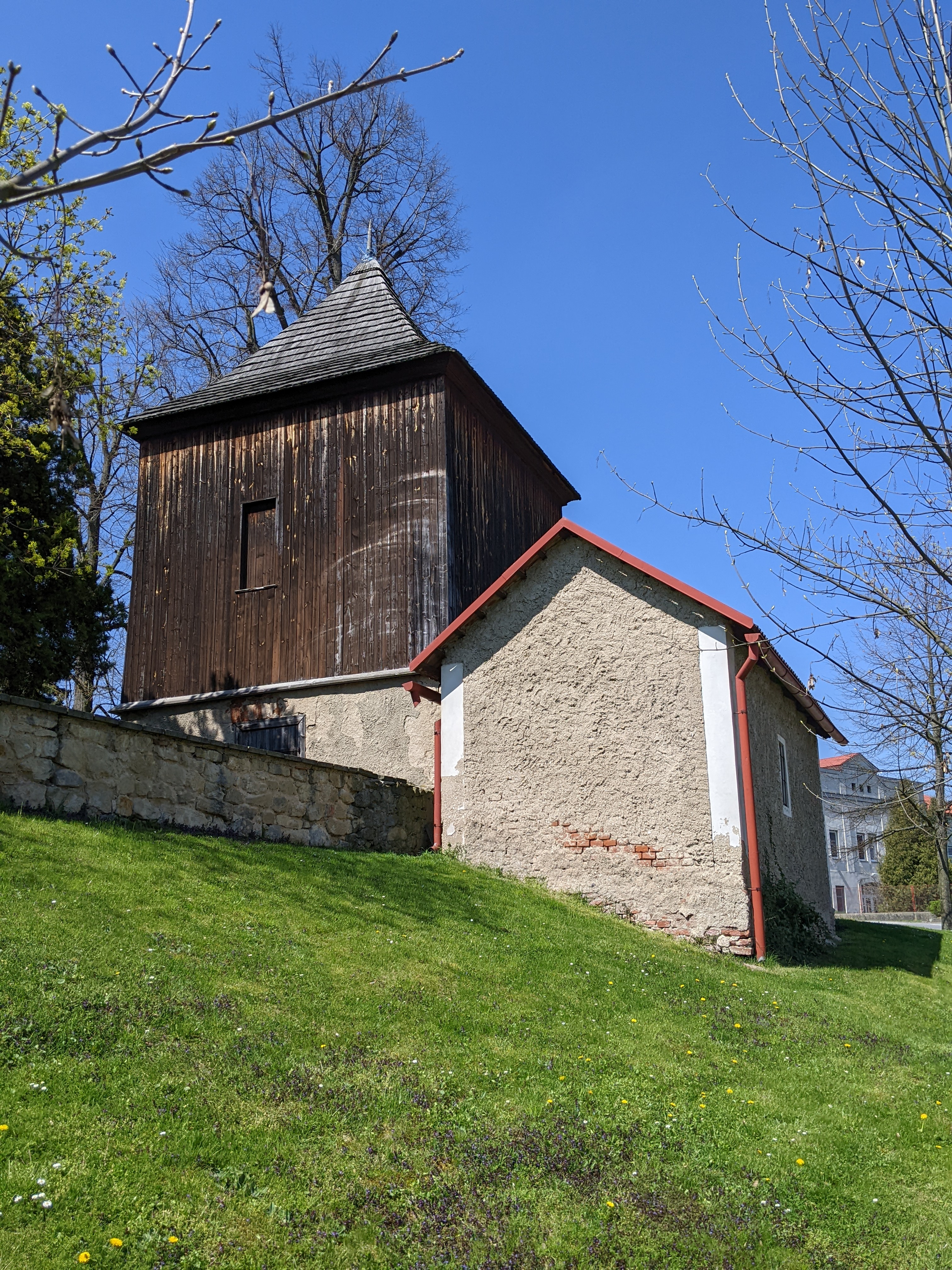
Zvonice u kostela v Plazích

Kostel byl vystavěn v letech 1739–1753 podle projektu architekta F. Rossiho, který v té době pocházel z Mladé Boleslavi. Stavitelem byl Š. Ševčík.

## Architektura
Budova je obdélná a jednolodní. Průčelí kostela je členěno pilastry, se zdobeným štítem a pravoúhlým presbytářem a se sakristií. Presbytář i východní čtvercová sakristie byly dostavěny v roce 1764. Fasády kostela jsou v pseudorenesančním stylu.
Presbytář je sklenutý valenou klenbou se stýkajícími se lunetami z roku 1746. Loď je zdobena stejně jako presbytář. Stěny člení pilastry.

## Zařízení
Hlavní oltář je rámový, mřížkový s anděly od F. Práška z Mladé Boleslavi a s obrazem sv. Šimona a Judy od J. Ruty. Kostel má nový retábl s pseudobarokními sochami. Od F. Práška jsou i řezby čtyř evangelistů na kazatelně z roku 1757, kterou zhotovil truhláš J. Schütr. Dva boční oltáře jsou pseudobarokní.

## Okolí kostela
Okolo kostela je pískovcová zeď. Na zrušeném hřbitově je v severozápadním rohu zvonice. Dole je zděná, nahoře má bezdněné patro. Pochází z poloviny 18. století.